# Dorrit Harazim
Dorrit Harazim (Zagreb, 1 de maio de 1943) é uma jornalista e documentarista brasileira nascida na Croácia. 

## Carreira jornalística
Dorrit Harazim começou a carreira jornalística em 1966 como pesquisadora da revista semanal francesa L'Express, em Paris. Foi ali que em 1968 recebeu o convite de Roberto Civita e Mino Carta (ambos em viagem para conhecer as redações das principais revistas de informação da época) para se juntar à equipe de  Veja, que a Editora Abril viria a lançar em setembro daquele ano. Na revista, Dorrit trabalhou desde a primeira edição até meados de 1976, e depois em mais dois períodos (1979-1988 e 1993-2000), ocupando os cargos de repórter e editora de Internacional, redatora-chefe e editora especial. Cobriu a Guerra do Vietnã/Camboja em 1970, escreveu sobre a segunda fase da crise do petróleo, em 1973, após passar cinco semanas nos Emirados Árabes Unidos e Irã, e testemunhou em Santiago, no Chile, o bombardeio ao Palácio de La Moneda durante a cobertura do golpe militar de 11 de setembro. Também cobriu sua primeira de quatro eleições presidenciais norte-americanas, o casamento do príncipe Charles com a princesa Diana e seis dos 10 Jogos Olímpicos consecutivos de que participou (Moscou 1980-Rio 2016). Ao longo desse percurso, foi premiada uma dezena de vezes, entre elas, com o 19º Prêmio Abril de Jornalismo, em 1994, pelo perfil Cara a cara com o Brasil, do ativista Herbert José de Sousa, o Betinho, e com o Prêmio Esso de Jornalismo de 1995 pela reportagem Mulher, Crime e Castigo, para a qual a jornalista passou oito dias e noites na Penitenciária Talavera Bruce, no Rio de Janeiro, para acompanhar o dia a dia das presas. Ainda a serviço da Abril, Dorrit chefiou o escritório da editora em Nova York, de dezembro de 1988 a junho de 1993.
No intervalo entre a primeira e a segunda fase em Veja, Dorrit integrou a editoria de Internacional do Jornal do Brasil, de 1976 a 1978, escrevendo, entre outros assuntos, sobre o desenrolar do Acordo nuclear Brasil-Alemanha, direto de Bonn, e sobre o regime de apartheid na África do Sul. Voltou às páginas do periódico carioca em 2001 com uma sequência de cinco reportagens sobre os ataques de 11 de setembro nos Estados Unidos. Os textos foram escritos de Nova York originalmente para o site de notícias NO (sigla de Notícias e Opinião, cujo endereço eletrônico era no.com.br), recém-lançado à época (tendo Dorrit entre seus criadores) e que acabara descontinuado no ano seguinte.
Em 2006, juntamente com João Moreira Salles, Mario Sergio Conti e Marcos Sá Corrêa, fundou a revista piauí, da qual foi editora até setembro de 2012. Entre suas principais reportagens para o veículo estão O mutilado (2007), sobre sua visita a um hospital para veteranos de guerra e histórias como a do fuzileiro Travis Greene, que perdeu as duas pernas no Iraque, e Com a mão na massa (cerebral) (2011), sobre a rotina de um jovem neurocirurgião em hospitais públicos do Rio de Janeiro.
De 2002 a 2013, fez reportagens como colaboradora contratada para o jornal O Globo. Por ocasião da Rio2016, produziu uma série olímpica de 10 reportagens levada ao ar em forma de podcasts pela Rádio CBN. Tornou-se colunista de opinião do jornal em julho de 2010 – sua coluna é publicada aos domingos.
Entre 2013 e 2015, foi colunista do site da [Zum], editada pelo Instituto Moreira Salles, escrevendo sobre história e fotografia. Atualmente, colabora com a edição impressa da publicação. 
Dorrit é ainda membro dos conselhos consultivos da agência de reportagem e jornalismo investigativo Pública e da Lupa, primeira agência de fact-checking do Brasil.

## Carreira no audiovisual
Como documentarista, Dorrit escreveu os argumentos de A Família Braz, dirigido por Arthur Fontes, e Passageiros, com direção de Izabel Jaguaribe, ambos os filmes integrantes da série Seis histórias brasileiras, exibida pelo canal GNT em 2000. Codirigiu com Arthur Fontes o documentário Família Braz - Dois Tempos, que contou como vivia a família Braz dez anos depois do documentário de 2000. A obra venceu o prêmio do festival É Tudo Verdade de 2011.
Dorrit também idealizou e dirigiu a série de seis documentários intitulada Travessias. Em 2001, lançou Travessia do escuro, retratando um grupo de adultos aprendendo a ler. No ano seguinte, veio Travessia do tempo, narrando a experiência de um detento em seu 28º ano de detenção na penitenciária do Carandiru, em São Paulo. Travessia do silêncio, lançado em 2004, retrata o universo dos surdos no Brasil. Em 2005, Travessia da vida acompanha o trabalho da médica sanitarista Zilda Arns à frente da Pastoral da Criança. Travessia do ar (2006) retrata a rotina de treinos de atletas da ginástica olímpica, com foco em Daiane dos Santos. E, por fim, Travessia da dor (2006) relata a saga de dois nadadores de alto rendimento tentando uma vaga nos Jogos Olímpicos de Atenas.

## Livro
Dorrit é autora do livro O instante certo (2016, Companhia das Letras), que reúne 38 ensaios sobre fotografia. No ano de seu lançamento, a obra rendeu a Dorrit o prêmio anual da Associação Paulista de Críticos de Arte na categoria Reflexão Crítica em Artes Visuais.

## Prêmios
Em 2015 e 2017, Dorrit recebeu duas das principais premiações de sua carreira jornalística. O primeiro, o de Reconhecimento a Excelência da Fundação Gabriel García Márquez para o Novo Jornalismo Ibero-Americano (FNPI), que destacou a forma com que Dorrit narrou fatos históricos importantes a partir de ângulos e aspectos que outros jornalistas deixam passar despercebidos. O segundo, o Maria Moors Cabot (o mais antigo prêmio internacional de jornalismo), outorgado pela Universidade Columbia, que fez referência ao caráter narrativo do trabalho de Dorrit, expondo abusos de direitos humanos, injustiça social e racismo no Brasil. A seguir, alguns dos prêmios recebidos:
- Prêmio Esso de Reportagem (1994)
- Esso Regional Sudeste (1995)
- Esso de Informação Científica ou Tecnológica (1988)
- Esso de Informação Esportiva (1984)
- Prêmio de Cidadania Mundial (Comunidade Bahá´i do Brasil, 1996)
- Prêmio Comunique-se (Categoria Cultura/Mídia impressa, 2010)
- Prêmio Abraji (2010)
- Prêmio Gabriel García Márquez de Jornalismo (2015)[6]
- Prêmio da Associação Paulista de Críticos de Arte na categoria Reflexão Crítica em Artes Visuais (2016)
- Prêmio Maria Moors Cabot (2017)[7]
- Prêmio Konex Mercosul (2017)[8]